# مؤسسة القذافي العالمية للجمعيات الخيرية والتنمية
مؤسسة القذافي العالمية للجمعيات الخيرية والتنمية (Gaddafi International Charity and Development Foundation) مؤسسة ليبية تابعة لسيف الإسلام القذافي اختصت حسب تعريفها بنشاطات تنموية وإنسانية في المجالات الاجتماعية والاقتصادية والثقافية وحقوق الإنسان.
تأسست مؤسسة القذافي العالمية للجمعيات الخيرية والتنمية رسمياً كمنظمة «غير حكومية» عام 2003 بتوقيع عقد إنشائها في جنيف.

## مكاتب المؤسسة
للمؤسسة مكاتب تخصصية تعمل بتنسيق وانتظام لدعم وتحقيق ما تقوم به من نشاطات تحقق من خلالها الأهداف المنشودة، هذه المكاتب تضم:
- مكتب الإعلام.
- مكتب البحوث والتنمية.
- مكتب العمل الإنساني.
- مكتب جمع التبرعات.
- مكتب الشؤون الفنية والمشروعات.
- مكتب العلاقات الخارجية.
- مكتب الجمعيات والمجتمع المدني.

## الجمعيات التابعة للمؤسسة
المؤسسة مظلة تضم عدداً من الجمعيات التي تنشط في مجالات مختلفة، وتمارس نشاطاتها الإنسانية والتنموية من أجل خدمة الإنسان وتحقيق رقيه وحماية حقوقه، وهذه الجمعيات هي:
- الجمعية الوطنية الليبية لمكافحة المخدرات والمؤثرات العقلية
- جمعية المستضعفين في الأرض.
- جمعية مكافحة الألغام.
- جمعية أُخوة الجنوب.

## أعضاء مجلس أمناء المؤسسة
- د. علي الصلابي[1]
- محمود موسى أبو الشواشي
- نجمي البوراوي
- منصور المهدي صالح
- خوسيه دي فينشـي
- ريتشارد روبرتـس
- تشنغ هـوان كواك
- جوليو أندريوتي
- جـورج باباندريو
- بنجامين باربر

## نشاطات المؤسسة
مشاريع الثروات الطبيعية، برنامج حاسوب الطفل الأفريقي ومشاريع تنموية في تشاد، النيجر، باكستان وبوركينا فاسو.

## وصلات خارجية
- الموقع الرسمي (Archive)